# 中华瓦韦
中华瓦韦（学名：Lepisorus sinensis）为水龙骨科瓦韦属下的一个种。其种加词“sinensis”意为“中华的”。